# Fritz Wille (Offizier)
Fritz Wille (* 1. November 1912 in Zürich; † 18. Juli 2005 in Muri bei Bern) war ein Schweizer Jurist, Offizier (Korpskommandant) und Übersetzer.

## Leben
Wille war ein Enkel des Generals der Schweizer Armee, Ulrich Wille.
Er studierte Rechtswissenschaften an der Friedrich-Wilhelms-Universität zu Berlin, der Universität Zürich und der Universität Bern. 1936 wurde er in Zürich mit der Dissertation Die Stellung des Landwirtes im Schweizerischen Privatrecht zum Dr. iur. promoviert.
Von 1938 bis 1961 war er Instruktionsoffizier. 1948 durchlief er das Staff College Camberley im Vereinigten Königreich. 1961 wurde er zum Divisionär befördert. Er war dann Waffenchef der Leichten Truppe und Kommandant der Mechanisierten Division 11. 1968 wurde er Korpskommandant des 3. Gebirgsarmeekorps.
Außerdem war er als Übersetzer und Kommentator militärhistorischer Werke tätig und Präsident der Schweizerischen Vereinigung für Militärgeschichte und Militärwissenschaft.

## Schriften (Auswahl)
Wille übersetzte folgende Werke:
- Xenophon: Führungsgrundsätze in der Antike. Texte. Schulthess Polygraphischer Verlag, Zürich 1992, ISBN 3-7255-3037-8.
- Willibald Pirckheimer: Der Schweizerkrieg. In lateinischer und deutscher Sprache. Merker im Effingerhof, Baden 1998, ISBN 3-85648-094-3.